# Aeroport de Colonia
L'Aeroport de Colonia (IATA: CYR, OACI: SUCA) també conegut com a Internacional de Laguna de los Patos, és un aeroport que es troba proper a la ciutat de Colonia del Sacramento, al sud-oest de l'Uruguai.
L'Aeroport de Colonia està asfaltat 17 km de la ciutat al llarg de la carretera 1. Les companyies aèrees són: ARCO Aerolíneas Colonia S.A., Aero Uruguay i LAPA, operant en línies aèrees entre la ciutat i Buenos Aires Aeroparque Jorge Newbery.